# Charles Clary
Pour les articles homonymes, voir Clary.
Charles Clary est un acteur américain né le 24 mars 1873 à Charleston, Illinois (États-Unis), et mort le 24 mars 1931 à Los Angeles (États-Unis), jour de ses 58 ans.

## Filmographie
- 1910 : The Vampire
- 1911 : Buddy
- 1911 : Back to the Primitive de Francis Boggs et Otis Turner
- 1911 : Jim and Joe d'Otis Turner : Jim
- 1911 : The Rose of Old St. Augustine d'Otis Turner : Capitaine Lafitte
- 1911 : Ten Nights in a Bar Room de Francis Boggs
- 1911 : Captain Kate d'Otis Turner : Clancy
- 1911 : Jealous George d'Otis Turner
- 1911 : Life on the Border d'Otis Turner : A Pioneer
- 1911 : Dad's Girls d'Otis Turner : Sam Gleason, the Sheriff
- 1911 : The Wheels of Justice d'Otis Turner
- 1911 : The Two Orphans d'Otis Turner et Francis Boggs : le comte de Linières, ministre de la Police
- 1911 : Maud Muller d'Otis Turner
- 1911 : How They Stopped the Run on the Bank d'Otis Turner
- 1911 : His Better Self
- 1911 : Lost in the Jungle d'Otis Turner : Hirshal
- 1911 : The Inner Mind d'Otis Turner : Locksley
- 1911 : Getting Married de Colin Campbell
- 1911 : Brown of Harvard de Colin Campbell : Gerald Thorne, a Tutor
- 1911 : Paid Back de Colin Campbdeell
- 1912 : Cinderella de Colin Campbell
- 1912 : The Prosecuting Attorney de Colin Campbell
- 1912 : A Safe Proposition de Colin Campbell
- 1912 : The Hypnotic Detective de Colin Campbell  : Professor Locksley, the Hypnotic Detective
- 1912 : When Memory Calls de Frank Beal
- 1912 : Sons of the North Woods de Frank Beal
- 1912 : When the Heart Rules de Frank Beal
- 1912 : The Other Woman
- 1912 : The Devil, the Servant and the Man
- 1912 : The Law of the North
- 1912 : The Coming of Columbus de Colin Campbell : Christopher Columbus
- 1912 : The Stronger Mind de Frank Beal
- 1912 : The Turning Point
- 1912 : The Girl with the Lantern de Frank Beal
- 1912 : The Mystery of Room 29 d'Otis Thayer
- 1912 : The Adopted Son  d'Otis Thayer
- 1912 : The Last Dance
- 1912 : Under Suspicion (it) de William C. Dowlan
- 1912 : The Three Valises
- 1912 : Officer Murray
- 1912 : An Unexpected Fortune : Bruce
- 1912 : The Girl at the Cupola : Jack
- 1912 : A Detective's Strategy de Lem B. Parker : Narrow, le détective
- 1912 : Her Bitter Lesson
- 1912 : The Fire Fighter's Love : Steve
- 1913 : The Water Rat
- 1913 : The Toils of Deception
- 1913 : Tobias Turns the Tables
- 1913 : The Stolen Face
- 1913 : The Scales of Justice
- 1913 : Man in the Street
- 1913 : The Ex-Convict d'Edwin S. Porter
- 1913 : Coast of Chance
- 1913 : The Lesson de Kristina Grozeva et Petar Valtchanov
- 1913 : A Husband Won by Election
- 1913 : Pauline Cushman, the Federal Spy
- 1913 : A Change of Administration
- 1913 : Belle Boyd, a Confederate Spy
- 1913 : Tobias Wants Out
- 1913 : The Finger Print
- 1913 : Thor, Lord of the Jungles de Colin Campbell
- 1913 : Les Aventures de Kathlyn (The Adventures of Kathlyn) de Francis J. Grandon : Umballah, The Hindu
- 1914 : The Fifth Man
- 1914 : The Leopard's Foundling
- 1914 : A Woman Laughs
- 1914 : The Speck on the Wall
- 1914 : Hearts and Masks
- 1914 : The Woman of It
- 1914 : The Tragedy That Lived
- 1914 : The Losing Fight
- 1914 : The Story of the Blood Red Rose : King of Urania
- 1914 : Till Death Us Do Part
- 1914 : Her Sacrifice
- 1915 : A Day That Is Gone
- 1915 : The Forged Testament
- 1915 : A Man's Prerogative : Charles
- 1915 : The Carpet from Bagdad : Mohamed
- 1915 : Strathmore : Lord Strathmore
- 1915 : At the Stroke of the Angelus
- 1915 : Children of the Sea
- 1915 : The Rosary : Father Brian Kelly
- 1915 : A Breath of Summer
- 1915 : Big Jim's Heart
- 1915 : His Guiding Angel
- 1915 : The Penitentes : Father David
- 1916 : The Price of Power
- 1916 : Tennessee's Pardner : Tom Romaine
- 1916 : Les Aventures de Kathlyn (The Adventures of Kathlyn) : Prince Umballah
- 1916 : The Blacklist : Warren Harcourt
- 1916 : Chaque perle, une larme (Each Pearl a Tear) de George Melford : Pul Lorillard
- 1917 : The Voice That Led Him
- 1917 : Shall We Forgive Her?
- 1917 : The Rose of Blood : Prince Arbassoff
- 1917 : A Man, a Girl, and a Lion
- 1917 : Jeanne d'Arc (Joan the woman) : La Tremouille
- 1917 : The Price of Silence : Henry McCarthy
- 1917 : The Honor System : Crales Harrington
- 1917 : Un drame d'amour sous la Révolution (A Tale of Two Cities) de Frank Lloyd : Marquis St.Evenmonde
- 1917 : High Finance : T. Morgan Jenks
- 1917 : The Silent Lie : Conahan
- 1917 : To Honor and Obey : Marc Patton
- 1917 : The Innocent Sinner : David Graham
- 1917 : The Soul of Satan : 'Lucky' Carson
- 1917 : The Spy : Ambassadeur américain
- 1917 : The Sole Survivor
- 1917 : The Conqueror : Sidney Stokes
- 1917 : Pioneer Days
- 1917 : Madame Du Barry : Louis XV
- 1917 : For Liberty : Frank Graham / Herr Grossman
- 1918 : The Strange Woman : le Baron
- 1918 : The Blindness of Divorce : John Langdon
- 1918 : True Blue : Gilbert Brockhurst
- 1918 : The Scarlet Road : Raymond La Farge
- 1918 : Fallen Angel : George Hemingway
- 1918 : Kultur : Archduke Franz Ferdinand
- 1919 : Les Deux Mères (A Girl Named Mary) de Walter Edwards : Hugh Le Baron
- 1919 : The Call of the Soul : Neil McClintock
- 1919 : Le Soupçon (The Girl with No Regrets) de Harry F. Millarde : Olney French
- 1919 : Après le typhon (The Man Hunter) : Henry Benton
- 1919 : Extravagance : Alan Douglas
- 1919 : The Lone Star Ranger de J. Gordon Edwards : Cyrus Longstreth, alias Cheseldine
- 1919 : Wolves of the Night : Edmund Rawn
- 1919 : La Faute splendide (it) (The Splendid Sin) de Howard M. Mitchell : Sir Charles Chatham
- 1919 : The Last of the Duanes : Cheseldine
- 1919 : Bonds of Love : Barry Sullivan
- 1919 : Under Suspicion : Frank Beresford
- 1919 : The Day She Paid : Warren Rogers
- 1920 : L'Appartement n° 13 (The Woman in Room 13) de Frank Lloyd : John Bruce
- 1920 : The Street Called Straight : Henry Guion
- 1920 : Satan (The Penalty) : Dr. Ferris
- 1920 : A Light Woman : Thomas Evans
- 1921 : Sunset Jones : Sunset Jones
- 1921 : Hole in the Wall (en) de Maxwell Karger
- 1921 : Le Fils de l'oncle Sam chez nos aïeux (A Connecticut Yankee in King Arthur's Court : King Arthur
- 1921 : Don't Neglect Your Wife : Dr. Howard Talbot
- 1921 : Opened Shutters : Jacob Johnson
- 1921 : Les Chasseurs de baleines (The Sea Lion) de Rowland V. Lee : Green
- 1922 : Une femme de tête (Two Kinds of Women) de Colin Campbell : Bayne Trevor
- 1922 : Very Truly Yours : A.L. Woodmansee
- 1922 : Hate : Edward Felton
- 1922 : Rich Men's Wives : Mr. Davenport
- 1922 : L'Eau qui dort (Heroes and Husbands) de Chester Withey : Hugh Bemis
- 1922 : L'Homme aux deux visages (Skin Deep) de Lambert Hillyer : James Carlson
- 1922 : The Flaming Hour : Richard Mower
- 1923 : Money! Money! Money! (en) de Tom Forman : J.J. Grey
- 1923 : The Last Hour : William Mallory
- 1923 : Nobody's Money : Gov. Kendall
- 1923 : Les Femmes libres (Prodigal Daughters) de Sam Wood : Stanley Garside
- 1923 : Michael O'Halloran : James Minturn
- 1923 : Six Days : Richard Kingston
- 1923 : Cause for Divorce : Martin Sheldon
- 1923 : In the Palace of the King : Gomez
- 1923 : Le Raz-de-marée (Thundering Dawn) de Harry Garson : Lawyer Sprott
- 1924 : The Whispered Name : Lagdon Van Kreel
- 1924 : On Time : Horace Hendon
- 1924 : In Fast Company : Perry Whitman Sr
- 1924 : Behind the Curtain (en) : George Belmont
- 1924 : Empty Hands : Robert Endicott
- 1924 : The Breath of Scandal : Atherton Bruce
- 1924 : Flames of Desire : Clive Errol
- 1925 : Three Keys : John Trevor
- 1925 : Le Lit d'or (The Golden Bed) de Cecil B. DeMille : Treasurer
- 1925 : Jimmie's Millions : Luther Ball
- 1925 : Super Speed : Warner Knight
- 1925 : She Wolves : D'Artois
- 1925 : Speed Wild : Herbert Barron
- 1925 : The Kiss Barrier : Col. Hale
- 1925 : An Enemy of Men : John Hurd
- 1925 : The Unwritten Law
- 1925 : Le Prix d'une folie (The Coast of Folly) : Bather
- 1925 : Seven Days : Seer
- 1925 : Sealed Lips (en) de Tony Gaudio
- 1926 : The Blue Streak (en) de Noel M. Smith : John Manley
- 1926 : Une femme aux enchères (The Auction Block) de Hobart Henley : Homer Lane
- 1926 : Red Dice : District Attorney
- 1926 : The Blind Goddess : District Attorney
- 1926 : Modern Youth
- 1926 : Quand la femme est Roi (Beverly of Graustark) de Sidney Franklin : Mr Calhoun
- 1926 : À visage découvert (Mighty Like a Moose) : Dentiste
- 1926 : Thrilling Youth : Thomas Bryson
- 1926 : Satan Town : John Jerome
- 1926 : Whispering Wires : Montgomery Stockbridge
- 1926 : Les Bateliers de la Volga (The Volga Boatman) de Cecil B. DeMille (non crédité)
- 1927 : When a Man Loves : A Lay Brother
- 1927 : See You in Jail : Rollins
- 1927 : Le Roi des rois : Undetermined Role
- 1927 : The Magic Garden : Paul Minton)
- 1927 : Volonté (Man Power) de Clarence G. Badger : Albert Rollins
- 1927 : Smile, Brother, Smile : Mr. Market
- 1927 : What Price Love? : Gordon Randall
- 1927 : Pretty Clothes : Thorpe Sr.
- 1927 : His Foreign Wife : The Mayor
- 1927 : Land of the Lawless : Steve Dorman
- 1928 : A Woman Against the World : Warden
- 1928 : Nameless Men : Mac
- 1928 : The Big Hop : June Halloway's father
- 1928 : The Power of the Press : District Attorney
- 1928 : Jazz Mad : Mr. Ostberg
- 1929 : Wolves of the City : Frank Marsh
- 1929 : Trial Marriage : Geeorge Bannister
- 1929 : Eyes of the Underworld : John Hueston
- 1929 : Prisoners : Warden Rimmer
- 1929 : L'amour dispose (The Exalted Flapper) de James Tinling : Dr. Nicholas
- 1929 : Sailor's Holiday : Captain
- 1930 : Lucky Larkin : Colonel Lee
- 1930 : Half-Pint Polly
- 1930 : Night Work : Mr. Vanderman
- 1930 : Kismet